# Animator.ru
«Animator.ru» — російський сайт, присвячений анімації, створений за фінансової підтримки Федерального агентства з друку і масових комунікацій РФ. Є одним з основних джерел довідкових відомостей про радянську та російську анімацію в інтернеті.

## Структура
- російська онлайн база даних анімації;
- новини;
- форум;
- фотогалерея;
- біржа праці аніматорів.

## Історія
Сайт був створений у 2000 році за участю кінокомпанії «Мастер-фильм» на основі Бази даних радянської (та російської) мультиплікації, що була зібрана кінознавцем Натальєю Венжер.
На 2016 рік база даних містить інформацію більше ніж про 5000 фільмів і більше 9000 персоналій.

## Автори
- Головний редактор — Сергій Капков.
- Адміністратор — Федір Хітрук-молодший.